# Prästkrage (blomma)
Prästkrage (Leucanthemum vulgare Lam., tidigare Chrysanthemum leucanthemum L.) är en flerårig ört inom familjen korgblommiga växter.
Den är Skånes landskapsblomma, och inofficiellt Danmarks nationalblomma.

## Beskrivning
Blomman sitter på ett 20–70 cm långt, något hårigt och kantigt skaft, på vilket det växer enstaka små blad. På varje stjälk finns mycket sällan mer än en enda blomkorg, men växten växer ofta i grupper. Blomningstiden är juni–augusti.
Prästkragens blomkorg har två slags blommor:
- Mittblommorna (även diskblommor[2]) är tätt förenade som till en gul kokard (de bildar tillsammans en skiva). Deras beståndsdelar är en rörformig (eller trattformig) blomkrona med fem flikar, fem rörformigt sammanvuxna ståndarknappar och en pistill med två märken. De är således tvåkönade och har samma byggnad som hos kardborre, men saknar blomfoder.
- Ytter- eller kantblommorna utgör det som liknar 6 mm breda kronblad, till antalet 15–40. Kantblomman har ett kronbräm som är utdraget i form av en tunga mot korgens periferi och saknar ståndare. Den är alltså en honblomma. Eftersom kantblommorna utgår som "strålar" från skivan har de också kallats "strålblommor".

De 300–400 mycket små, 4 mm långa mittblommorna samverkar till en rik och lysande blomställning. De har också en arbetsfördelning i korgen mellan de pollenalstrande mittblommorna och de stora, lysande men pollensaknande kantblommorna. De tunglika blomkronornas vita bräm har tre små flikar i spetsen, och brämet är alltså ofullständigt (ensidigt) utvecklat, eftersom femtalet råder i övrigt. Holken liknar en grund skål av tegellagda (överlappande) fjäll. Frukterna mognar i september–oktober. De är små nötter, och har den egenskapen att de redan vid lätt fuktighet blir slemmiga på en viss del av sin yta, och därigenom fastklibbas vid jorden där de fallit.
Rotsystemet utbreder sig från år till år. I somliga länder så starkt att prästkrage betraktas som invasiv art. Betraktas som ogräs i New South Wales och Victoria i Australien. Svårutrotad, eftersom en ursprungsplanta under sin livstid kan ge upphov till 26 000 frön, som behåller grobarheten i 40 år. Kvarvarande rottrådar kan ge upphov till nya plantor.
De största bladen nära marken är 4–15 cm långa och ungefär 4 cm breda. Storleken avtar efter hand mot stjälkens topp.  De översta bladen blir inte mer än cirka 7 cm långa och saknar bladskaft. Bladen är tandade i kanten med upp till 15 tänder.
Alla växtdelar innehåller polyacetylen (polyetyn), som inte i sig är giftigt, men kan hos känsliga personer orsaka kontaktallergi i huden (dermatit).
Kromosomtal 2n = 18.
Betande boskap undviker i allmänhet prästkrage; oklart varför.

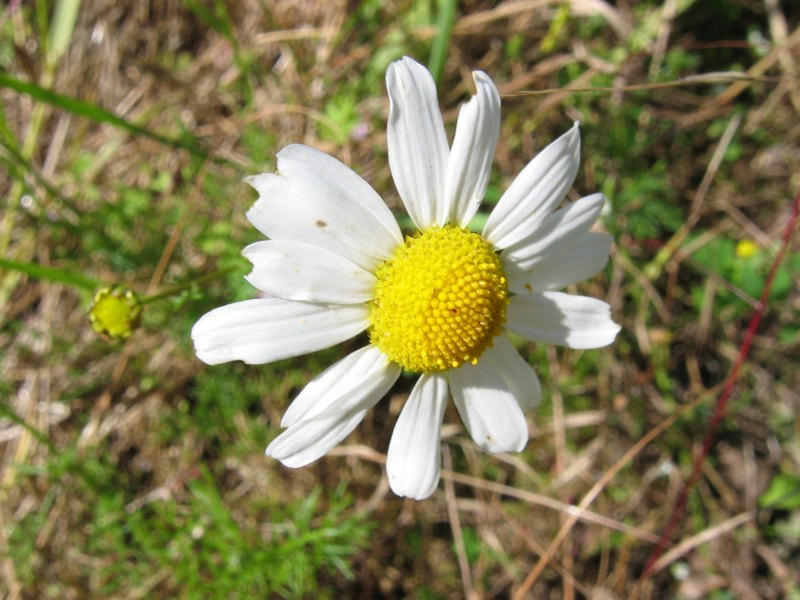
Baldersbrå

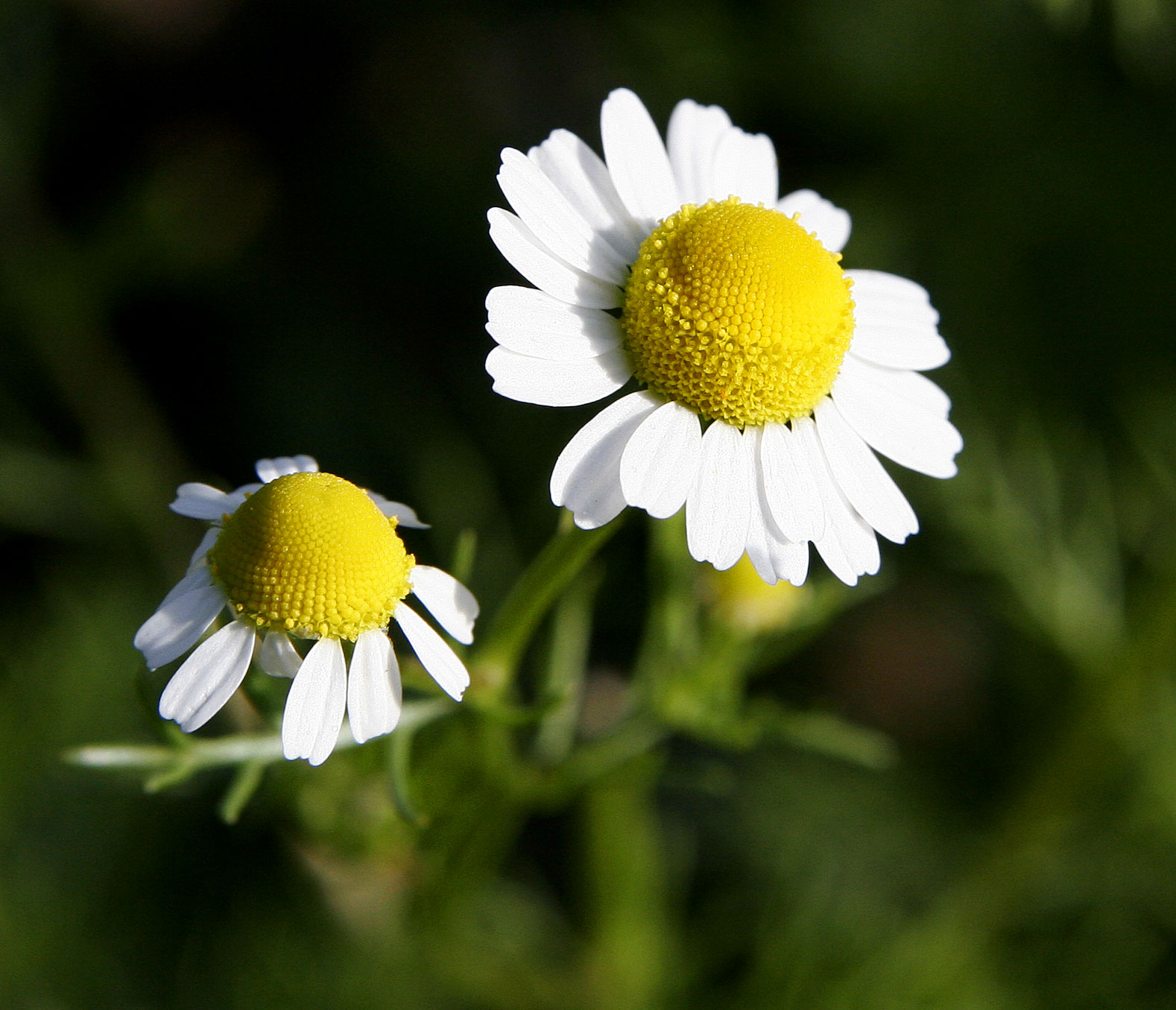
Kamomill

### Förväxlingsarter
Prästkrage kan möjligen förväxlas med baldersbrå och kamomill. De två förväxlingsarterna har dock finflikiga blad och mer toppiga blomkorgar.

## Habitat
Prästkrage är allmän i större delen av Europa, Turkiet och Georgien.
Introducerad art i Australien och Nya Zeeland.
I Sverige, Norge och Finland går prästkrage norrut ungefär till polcirkeln.
Tillfälligt på Island.
Förr i tiden var prästkrage allmän i Sverige, men eftersom hagar och öppna landskap blivit allt mindre vanliga, så har även blomman blivit det.

### Utbredningskartor
- Norden 
  - I södra Norge upp till 1 000 m ö h
- Norra halvklotet 
  - Ej ursprunglig i Nordamerika

## Biotop
Hårda och torra ängar med mager jord, åkrar i träda och annan odlad mark. Utkanter av skogspartier, vägrenar.

## Etymologi
- Släktnamnet Leucanthemum betyder vitblommig, och kommer av grekiska λευκός (leukos) = vit + ἄνθος (ánthos) = blomma.
- Det gamla släktnamnet Chrysanthemum
- Artepitetet vulgare kommer av latin vulgus = hop, församling, därav vulgare = såsom i en samling, d v s vanlig, allmän.

## Användning
Blomknoppar kan marineras och användas på samma sätt som kapris.
Prästkragen har använts för spåkonst i flera europeiska länder. Man har läst en ramsa, t.ex. "älskar - älskar inte", och ryckt bort bladen från blomman, ett efter ett. Det ord man hann till i ramsan när det sista bladet ryckts bort sades varsla om ens öde. Särskilt har detta varit vanligt när det gäller stundande äktenskap.

## Bygdemål
| Namn                  | Trakt                 | Kommentar                                                       | Referens |
| --------------------- | --------------------- | --------------------------------------------------------------- | -------- |
| Kragblomma            |                       |                                                                 | [ 3 ]    |
| Krågåkullor           | Dalarna (Mora)        | Krägå = krage                                                   | [ 4 ]    |
| Krägtuppor            | Dalarna (Särna)       | Kräg = krage, tuppor = toppar, d v s blommor                    | [ 4 ]    |
| Liv-vådeäa, Livådäa   | Dalarna (Älvdalen)    | Egentligen leva–dö                                              | [ 5 ]    |
| Marias stora blomster |                       |                                                                 | [ 6 ]    |
| Nej-jo-blomma         | Strömfors, Finland    |                                                                 | [ 7 ]    |
| Prästkragä            | Gotland               | Kragä = krage                                                   | [ 4 ]    |
| Pärsmässtuppor        | Dalarna (Lima socken) | Blommar vid tiden för Persmässan: 29 juni. Tuppor = blommor.    | [ 5 ]    |
| Sankt Johannes-blomma |                       | Blommar vid tiden för Den helige Johannes Döparens dag: 24 juni |          |
| Videpiger             | Norra Bohuslän        | Vide = vita                                                     | [ 5 ]    |
| Vitknektar            | Dalarna (Mora)        |                                                                 | [ 5 ]    |
| Vitkulla              | Medelpad              |                                                                 | [ 4 ]    |
| Väjtknektar           | Dalarna (Mora)        | Väjt = vit                                                      | [ 4 ]    |
| Värrer-fated          | Dalarna (Älvdalen)    | Förvrängning av vårs Herrars fat                                | [ 5 ]    |

Ett annat namn på växten är vit oxöga.

## Bilder

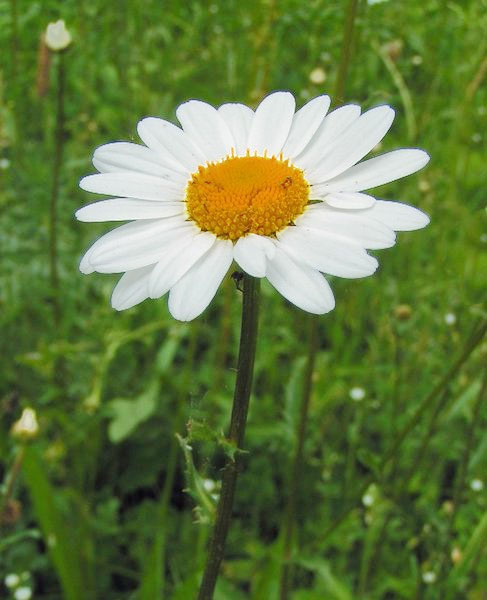
De gula mittblommorna sitter i en platt korg
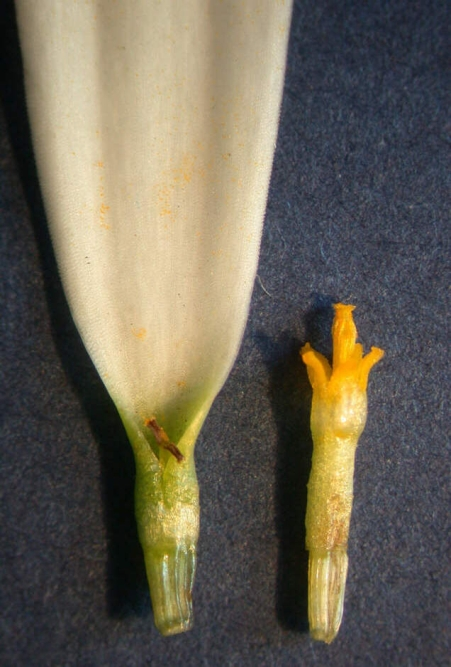
Kantblomma och mittblomma
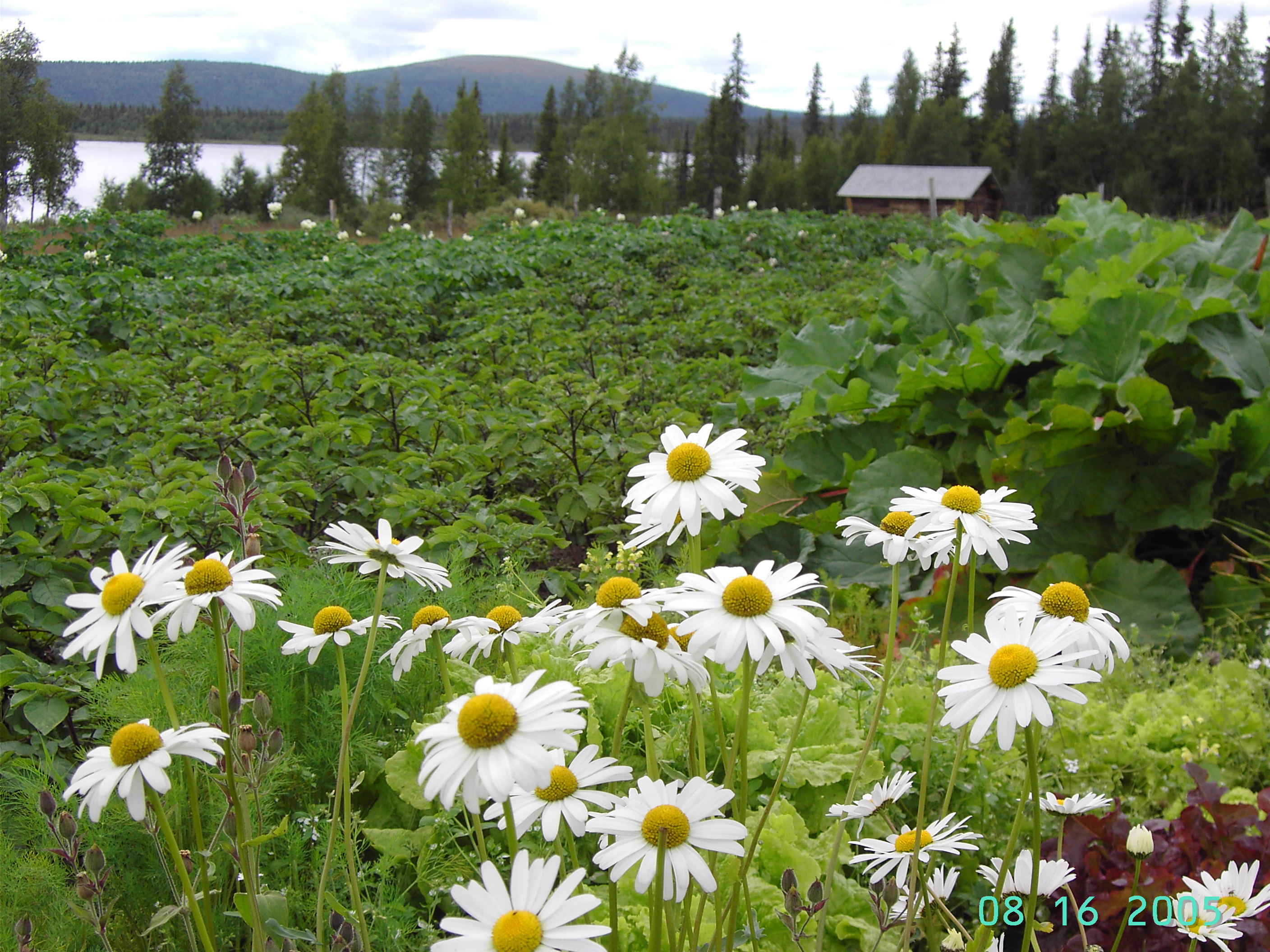
Prästkragar, Lappland
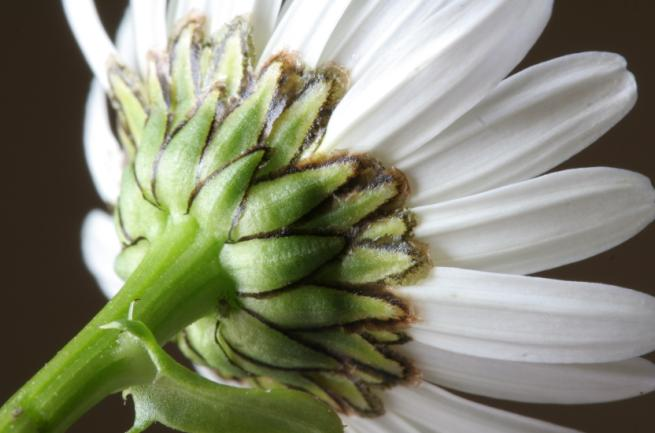
Blomma från undersidan, visande blomkorgen med överlappande fjäll
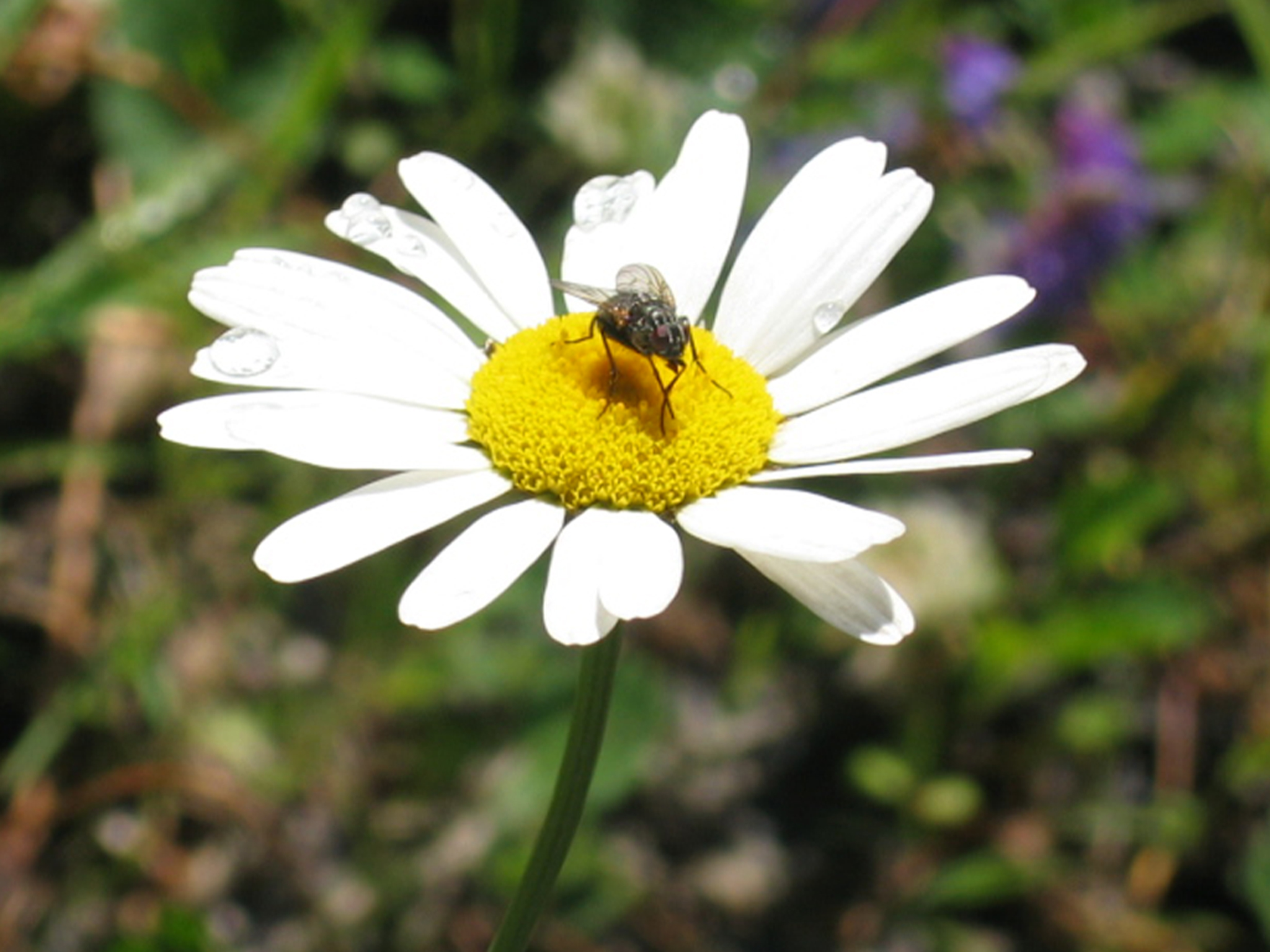
Pollinerande insekt
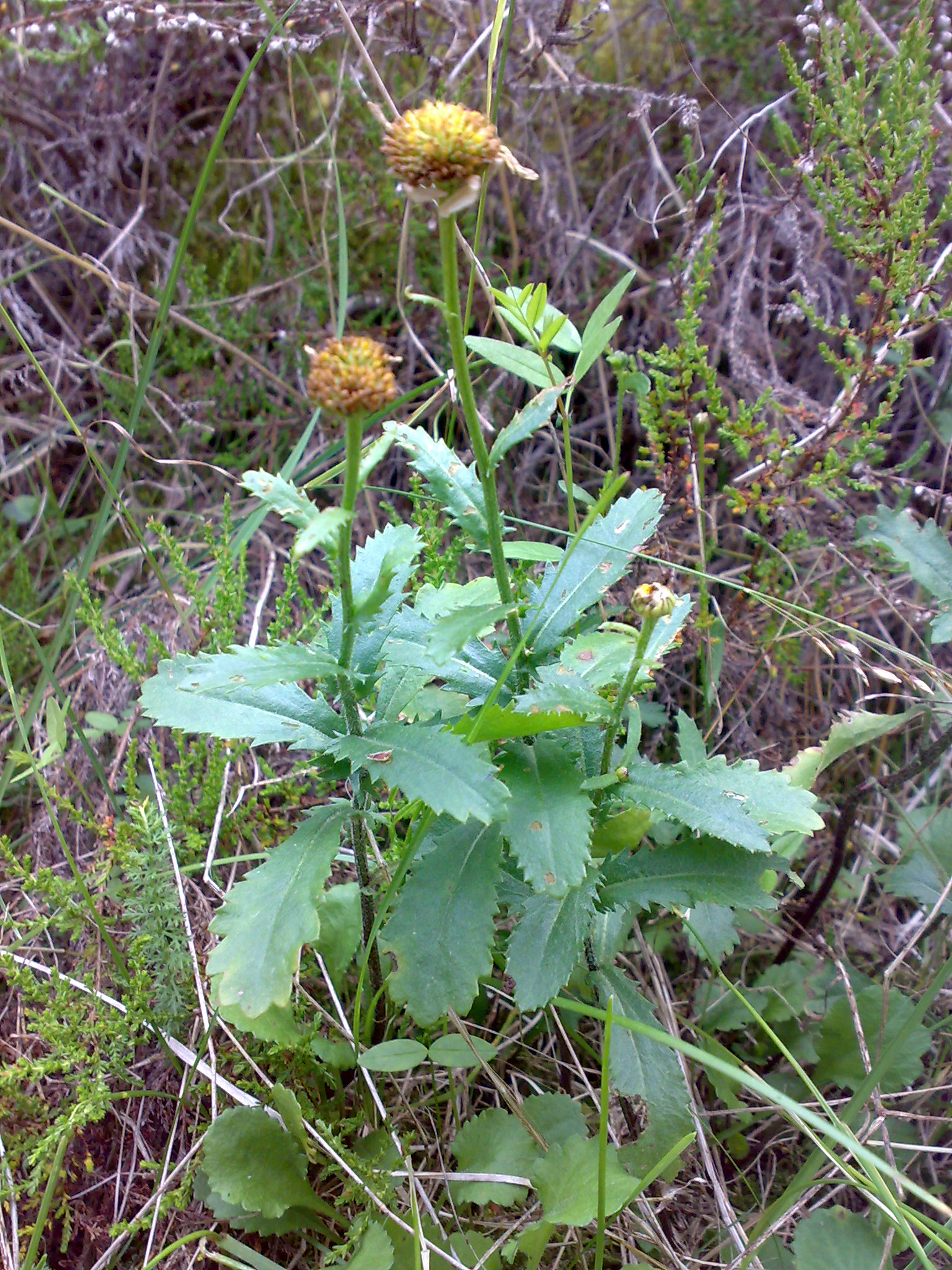
Överblommade prästkragar
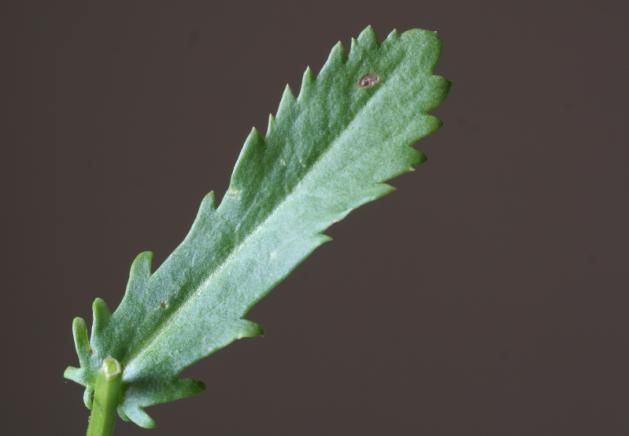
Blad
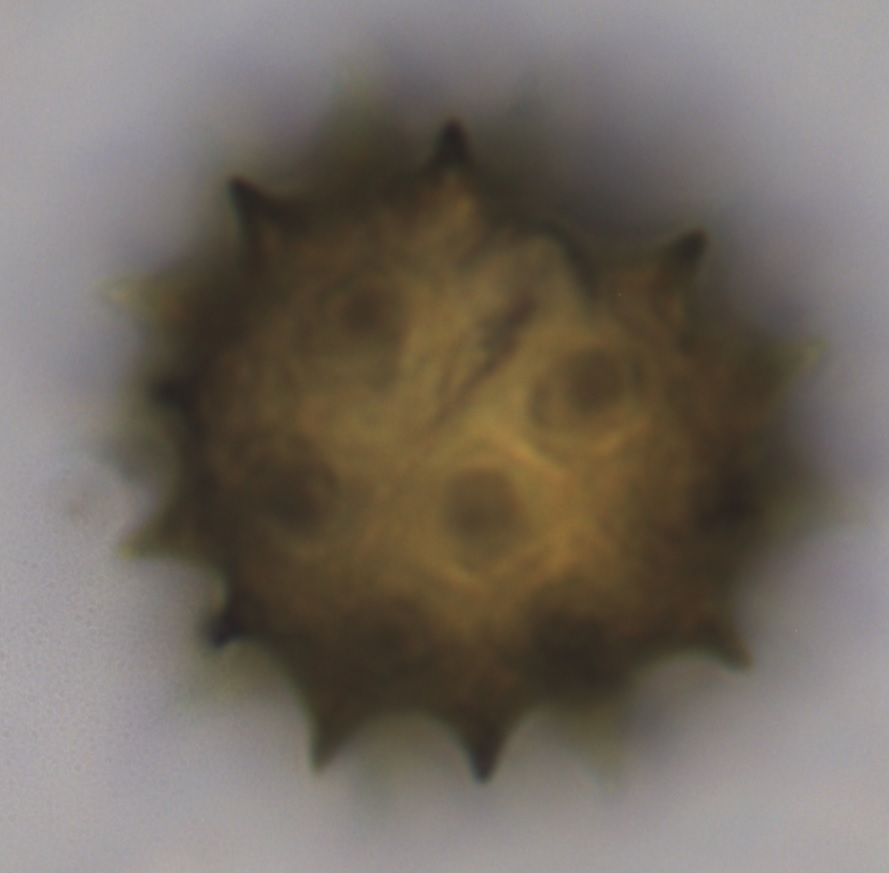
Pollenkorn, förstoring 400 ×